# Kaukasisk vingnöt
Kaukasisk vingnöt (Pterocarya fraxinifolia) är ett träd som blir cirka 12-15 m högt. Efter hand bildas rotskott som tillsammans med huvudstammarna kan bilda en dunge med spännande växtsätt. Det vanligaste användningssättet är som parksolitär. Blomningen påbörjas i juni med iögonfallande långa hängen av blommor. Bladen hos kaukasisk vingnöt har en gul höstfärg.
Kaukasisk vingnöt fanns före senaste istiden utbredd i stora delar av Europa, men förekommer numera som vild endast i Kaukasus.